# Edina Knapek
Edina Monika Knapek (Budapest, 5 de octubre de 1977) es una deportista húngara que compitió en esgrima, especialista en la modalidad de florete.
Ganó dos medallas de bronce en el Campeonato Mundial de Esgrima, en los años 2002 y 2005, y ocho medallas en el Campeonato Europeo de Esgrima entre los años 1999 y 2013.
Participó en tres Juegos Olímpicos de Verano, entre los años 2000 y 2016, ocupando el cuarto lugar en Pekín 2008 y el sexto en Sídney 2000, en la prueba por equipos.

## Palmarés internacional
| Campeonato Mundial | Campeonato Mundial      | Campeonato Mundial | Campeonato Mundial  |
| Año                | Lugar                   | Medalla            | Prueba              |
| ------------------ | ----------------------- | ------------------ | ------------------- |
| 2002               | Lisboa (Portugal)       | Medalla de bronce  | Florete individual  |
| 2005               | Leipzig (Alemania)      | Medalla de bronce  | Florete individual  |
| Campeonato Europeo |                         |                    |                     |
| Año                | Lugar                   | Medalla            | Prueba              |
| 1999               | Bolzano (Italia)        | Medalla de bronce  | Florete por equipos |
| 2001               | Coblenza (Alemania)     | Medalla de plata   | Florete por equipos |
| 2001               | Coblenza (Alemania)     | Medalla de bronce  | Florete individual  |
| 2002               | Moscú (Rusia)           | Medalla de plata   | Florete por equipos |
| 2007               | Gante (Bélgica)         | Medalla de oro     | Florete por equipos |
| 2008               | Kiev (Ucrania)          | Medalla de plata   | Florete por equipos |
| 2011               | Sheffield (Reino Unido) | Medalla de bronce  | Florete individual  |
| 2013               | Zagreb (Croacia)        | Medalla de bronce  | Florete por equipos |